# Episodi di Incinta per caso
La prima ed unica stagione di Incinta per caso è stata trasmessa negli Stati Uniti d'America sul canale CBS dal 21 settembre 2009 al 21 aprile 2010.
In Italia viene trasmessa dal 9 marzo al 6 luglio 2011 su Fox Life e in chiaro su Rai 2 dal 21 agosto 2012.
| nº | Titolo originale            | Titolo italiano        | Prima TV USA      | Prima TV Italia |
| -- | --------------------------- | ---------------------- | ----------------- | --------------- |
| 1  | Pilot                       | Molto incinta          | 21 settembre 2009 | 9 marzo 2011    |
| 2  | Memento                     | Memento                | 28 settembre 2009 | 16 marzo 2011   |
| 3  | One Night Stand             | Complice la notte      | 5 ottobre 2009    | 23 marzo 2011   |
| 4  | The Date                    | L'appuntamento         | 12 ottobre 2009   | 30 marzo 2011   |
| 5  | The Love Guru               | The love guru          | 19 ottobre 2009   | 6 aprile 2011   |
| 6  | Fight Club                  | Fight Club             | 2 novembre 2009   | 13 aprile 2011  |
| 7  | The Godfather               | Il padrino             | 9 novembre 2009   | 20 aprile 2011  |
| 8  | The Third Man               | Il terzo uomo          | 16 novembre 2009  | 27 aprile 2011  |
| 9  | Working Girl                | Una donna in carriera  | 23 novembre 2009  | 4 maggio 2011   |
| 10 | Class                       | La donna che voglio    | 7 dicembre 2009   | 11 maggio 2011  |
| 11 | It Happened One Christmas   | La vita è meravigliosa | 14 dicembre 2009  | 18 maggio 2011  |
| 12 | The Odd Couples             | La strana coppia       | 11 gennaio 2010   | 25 maggio 2011  |
| 13 | The Rock                    | The Rock               | 18 gennaio 2010   | 1º giugno 2011  |
| 14 | Attack of the 50 Foot Woman | L'appartamento         | 1º febbraio 2010  | 8 giugno 2011   |
| 15 | Back to School              | A scuola con papà      | 8 febbraio 2010   | 15 giugno 2011  |
| 16 | Face Off                    | Face Off               | 7 aprile 2010     | 22 giugno 2011  |
| 17 | Speed (Part 1)              | Speed                  | 14 aprile 2010    | 29 giugno 2011  |
| 18 | Speed (Part 2)              | Speed 2                | 21 aprile 2010    | 6 luglio 2011   |